# Kay-Insel
Die Kay-Insel ist eine kleine Insel vor der Borchgrevink-Küste des ostantarktischen Viktorialands. Sie liegt etwa 3 km von Kap Johnson entfernt im nördlichen Teil der Wood Bay. 
James Clark Ross entdeckte sie 1841 bei seiner Antarktisexpedition (1839–1843). Benannt ist sie nach Joseph Henry Kay (1815–1875), Teilnehmer der Expedition und späterer Direktor des Rossbank Observatory für geomagnetische Untersuchungen im tasmanischen Hobart.